# Xiandu, Fujian
Xiandu (kinesiska: 仙都) är en köping i sydöstra Kina. Den ligger i Hua'an härad i staden Zhangzhou i provinsen Fujian, omkring 200 kilometer sydväst om provinshuvudstaden Fuzhou. Antalet invånare är 29 204. Befolkningen består av 14 358 kvinnor och 14 846 män. Barn under 15 år utgör 18,0 %, vuxna 15-64 år 72 %, och äldre över 65 år 8,0 %.